# Frédéric Dohou
Frédéric Dohou (Cotonou, 1961) is econoom, hoogleraar, rector magnificus en politicus uit Benin. Hij is de oprichter van de Universiteit van Wetenschap en Technologie van Benin.